# Альберт Монивид
Альберт Мониви́д, чи Во́йцех Монивид (лит. Vaitiekus Manvydas; близько 1360 — близько 1424) — литовський боярин, староста віленський в 1396—1413 роках, воєвода віленський в 1413—1422 роках. Учасник Грюнвальдської битви. Засновник роду Монивидовичів.

## Життєпис
У джерелах вперше згадується в 1387/1389 роках, де разом з литовськими князями та іншими боярами поручився за Грицька Костянтиновича, який повстав проти князя Скиргайла Ольгердовича. Його батьком був литовський боярин Кайлікін (Койлікін), також Га(о)йлікін, рідним братом — Юрій Гедигольд.
1407 року зробив фундуш для костелу Пречистої Діви Марії в Ошмянах: для його потреб віддав двох підданих. Один з гарантів мирного договору з тевтонцями, укладеного в Торуні 1 лютого 1411 року. До Городельської унії користувався власним гербом, під час унії 1413 року першим з литовських панів був прийнятий до шляхти гербу Леліва. Після хрещення за католицьким обрядом отримав ім'я Войцех. 1422 року брав участь в укладенні Мельнського миру. 
Востаннє згаданий в джерелах 1423 року: фундатор виготовлення і встановлення вівтаря святих Войцеха та Юрія для Віленської латинської катедри (як своєї родової гробниці), для чого надав своє село Гуделе (пол. Gudele) в Ошмянському повіті, доми у Вільнюсі, доходи з інших маєтків. Був похований в збудованій ним самим каплиці у Віленській латинській катедрі, відомій як Монивидівська.

## Родина
Першою дружиною В. Монивида була смоленська княжна Юліанія — донька великого князя Смоленського Святослава Івановича і, можливо, сестра дружини Вітовта Анни. Ймовірно, від цього шлюбу мав сина Івашка. Другий шлюб уклав з Ядвігою невідомого походження, якою могла бути Ядвіга Гловачівська, чия печатка серед інших стоїть під актом Городельської унії).
За версією Анни Крупскої (стаття в Польському біографічному словнику), першою дружиною була Ядвіга, з якою мав сина Івана (Івашка); другою —

## Маєтності
Користувався прихильністю князя Вітовта, від якого отримав у володіння безліч земель, багато поселень, в тому числі Геранени (інша назва — Суботники, Ошмянського повіту, 1396 року), Жупрани та Мірклішки (з 1403 року державив, з 1407 року став власником), Брагін, Горволь та Любеч. Був державцем у Браславі, де фундував церкву Матері Божої.